# 28778 Michdelucia
28778 Michdelucia è un asteroide della fascia principale. Scoperto nel 2000, presenta un'orbita caratterizzata da un semiasse maggiore pari a 2,7927406 UA e da un'eccentricità di 0,0336754, inclinata di 4,59380° rispetto all'eclittica.